# International Convention for the Safety of Life at Sea
Die International Convention for the Safety of Life at Sea, 1974 (SOLAS), deutsch Internationales Übereinkommen von 1974 zum Schutz des menschlichen Lebens auf See oder kurz Schiffssicherheitsvertrag, ist eine UN-Konvention zur Schiffssicherheit. Die ursprüngliche Fassung entstand als Reaktion auf den Untergang der Titanic. Derzeit  ist die fünfte Version von 1974 in Kraft, erweitert und geändert durch zahlreiche Ergänzungsprotokolle (engl. „amendments“).

## Geschichte

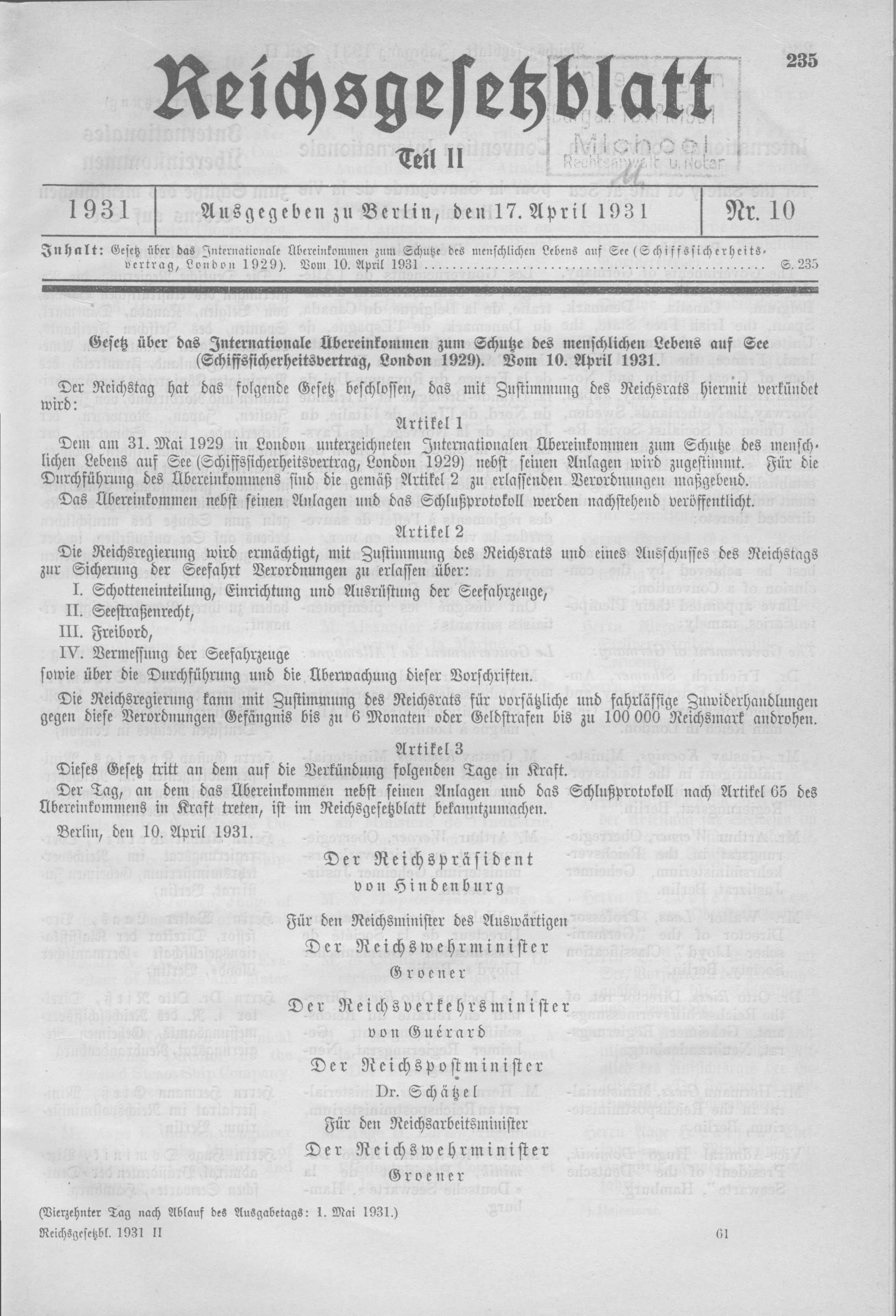
Gesetz über das Internationale Übereinkommen zum Schutze des menschlichen Lebens auf See (Schiffssicherheitsvertrag, London 1929), im Reichsgesetzblatt 1931

Am 12. November 1913 wurde als Reaktion auf den Untergang der RMS Titanic eine Konferenz einberufen, die einen internationalen Mindeststandard für die Sicherheit auf zivilen Schiffen schaffen sollte. Ergebnis dieser Konferenz war die erste Version des Internationalen Übereinkommens zum Schutz des menschlichen Lebens auf See.
In den Folgejahren gab es mehrere grundlegende Änderungen. Die vierte Fassung der Konvention (1960) war die erste größere Aufgabe der Zwischenstaatlichen Beratenden Seeschifffahrts-Organisation (IMCO) nach deren Gründung 1959. Die aktuelle SOLAS-Konvention (die fünfte Version, genannt „SOLAS 74“) stammt von 1974 und besteht aus zwölf Kapiteln.
Auf neuere Bedürfnisse gehen zusätzliche Novellierungen ein, sogenannte Amendments (Ergänzungsprotokolle). Mit ihnen wurden technische Neuerungen und Verbesserungen in die SOLAS 74 aufgenommen, aber auch Missstände abgestellt, die sich bei Schiffsunglücken gezeigt hatten.
Wegen unterschiedlicher Ansichten und Ziele der zahlreichen IMO-Mitglieder dauern Änderungsprozesse häufig sehr lange. Änderungen am Regelwerk erfolgten oft erst nach großen Schiffsunfällen wie 1987 bei der Herald of Free Enterprise (Kenterung, 193 Tote) und 1990 bei der Scandinavian Star (Brandkatastrophe, 159 Tote).
Die International Convention for the Safety of Life at Sea verlangt in ihrer Fassung seit 1995 (“SOLAS 95”), dass die Reedereien den seit 1993 veröffentlichten ISM-Code einhalten. Die Kontrolle erfolgt durch Besichtiger der Hafenstaatkontrolle oder des Flaggenstaates und der Klassifikationsgesellschaften und bei Abweichungen kann ein Schiff bis zum Abstellen der Mängel am Auslaufen zur Weiterfahrt gehindert werden.
Das vorerst letzte Ergänzungsprotokoll trat am 1. Januar 2020 in Kraft und berücksichtigt die Erkenntnisse aus der Untersuchung zum Unfall der Costa Concordia (2012).

## Gliederung des Abkommens
SOLAS ist in 14 Kapitel gegliedert:
1. Allgemeine Voraussetzungen: Schiffstypen[4]
2. Konstruktion: Unterteilung des Schiffskörpers, Stabilität, Brandschutz[4]; Einhalten des International Code for Fire Safety Systems
3. Lebensrettende Geräte und Zubehör[4]
4. Funk-Kommunikation: das Global Maritime Distress and Safety System (GMDSS) verlangt von Passagier- wie Frachtschiffen auf internationaler Passage Ausrüstung mitzuführen, darunter Satelliten Emergency Position-Indicating Radio Beacons (EPIRBs) sowie Search and Rescue Radar Transponder (SART)[4]
5. Sicherung der Seefahrt[5]
6. Fracht (ausgenommen Flüssigkeiten und Gase): verstauen und sichern[4][6]
7. Gefahrgüter: Einhalten des International Maritime Dangerous Goods Code (IMDG)[4]
8. Nuklearschiffe: Einhalten des Code of Safety for Nuclear Merchant Ships[4]
9. Management: Einhalten des International Safety Management Code (ISM-Code)[4]
10. Sicherheit für Hochgeschwindigkeits-Boote: verpflichtet zur Einhaltung des International Code of Safety for High-Speed Craft (HSC-Code)
11. Besondere Maßnahmen zur Verbesserung der Seeverkehrssicherheit International Ship and Port Facility Security Code (ISPS-Code)
12. Zusätzliche Sicherheitsmaßnahmen für Massenguttransporte: strukturelle Anforderungen für Frachter mit mehr als 150 Meter Länge[4]
13. Überprüfung der Einhaltung
14. Sicherheitsmaßnahmen für Schiffe, die in polaren Gewässern arbeiten

Von diesen findet nur das fünfte Kapitel (häufig SOLAS V genannt) Anwendung auf alle Schiffe gleichermaßen, von der kleinen Privatyacht bis zum internationalen Handelsfrachter. Viele Länder haben diese internationalen Anforderungen in nationale Gesetze gefasst.

## Umsetzung in Deutschland
Das Internationale Übereinkommen von 1974 wurde von der Bundesrepublik Deutschland am 18. Februar 1975 in London unterzeichnet und mit Verordnung vom 11. Januar 1979 in Deutschland in Kraft gesetzt.
Aufgrund § 9 Abs. 1 Nr. 7 des Seeaufgabengesetzes (SeeAufgG) ist das Bundesministerium für Digitales und Verkehr ermächtigt, Rechtsverordnungen zu erlassen im Rahmen der Ziele des Internationalen Übereinkommens von 1974 zum Schutz des menschlichen Lebens auf See und des Protokolls von 1988 zu diesem Übereinkommen in ihrer jeweiligen Fassung unter Einschluss der Regelungen über die Abwehr äußerer Gefahren für die Schifffahrt.